# انسان‌نما (فیلم)
انسان‌نما (ایتالیایی: L'umanoide) یک فیلم علمی تخیلی ایتالیایی به کارگردانی آلدو لادو (با نام مستعار جرج بی. لوئیس) است که در سال ۱۹۷۹ منتشر شد.

## بازیگران
- ریچارد کیل
- کرین کلری
- لنرد مان
- باربارا باک
- آرتور کندی
- ایوان راسیموف
- ماسیمو سراتو
- اولا یوهانسن